# Carlos Elizeche
Carlos Elizeche Benítez – piłkarz paragwajski, napastnik.
Jako piłkarz klubu Atlántida SC wziął udział w turnieju Copa América 1922, gdzie Paragwaj został wicemistrzem Ameryki Południowej. Elizeche zagrał tylko w meczu z Urugwajem, w którym zdobył jedyną i zwycięską bramkę.
Rok później wziął udział w turnieju Copa Chevallier Boutell 1923, wygranym przez Paragwaj. Elizeche zagrał w obu meczach z Argentyną.
Następnie wziął udział w turnieju Copa América 1923, gdzie Paragwaj zajął trzecie miejsce. Także i tym razem Elizeche zagrał tylko w meczu z Urugwajem.